# Mistrzostwa Świata w Piłce Nożnej Kobiet 1999
Mistrzostwa Świata w Piłce Nożnej Kobiet 1999 (FIFA Women’s World Cup USA 1999) zostały rozegrane w Stanach Zjednoczonych w dniach 19 czerwca-10 lipca 1999 r. W turnieju finałowym wystartowało 16 drużyn narodowych. Mistrzyniami świata zostały piłkarki Stanów Zjednoczonych.

## Wyniki

### Grupa A
- 19 czerwca, Nowy Jork     USA – Dania 3:0

   Mia Hamm 17', Julie Foudy 73', Kristine Lilly 89'
   ----
- 20 czerwca, Los Angeles     Nigeria – Korea Płn. 2:1

   Mercy Akide 50', Rita Nwadike 79'
   Jo Song Ok 74'
- 24 czerwca, Portland     Korea Płn. – Dania 3:1

   Jin Pyol Hui 15', Jo Song Ok 39', Kim Kum Sil 73'
   Janni Johansen 74'
- 24 czerwca, Chicago     USA – Nigeria 7:1

   Ifeanyichukwu Chiejine 19' (samob.), Mia Hamm 20', Tiffeny Milbrett 23', 83' Lilly Kristine 32', Michelle Akers 39', Cindy Parlow 42'
   Nkiru Okosieme 2'
- 27 czerwca, Boston     USA – Korea Płn. 3:0

   Shannon McMillan 56', Tisha Venturini 68', 76'
   ----
- 27 czerwca, Waszyngton     Nigeria – Dania 2:0

   Mercy Akide 25', Nkiru Okosieme 81'
   ----
| Drużyna    | Punkty | Bramki strzelone | Bramki stracone |
| ---------- | ------ | ---------------- | --------------- |
| USA        | 9      | 13               | 1               |
| Nigeria    | 6      | 5                | 8               |
| Korea Płn. | 3      | 4                | 6               |
| Dania      | 0      | 1                | 8               |

### Grupa B
- 19 czerwca, Nowy Jork     Brazylia – Meksyk 7:1

   Pretinha 3', 12', 91' Sissi 29', 42', 50', Katia 35' (karny)
   Maribel Dominguez 10'
- 20 czerwca, Los Angeles     Niemcy – Włochy 1:1

   Bettina Wiegmann 61' (karny)
   Patrizia Panico 36'
- 24 czerwca, Chicago     Włochy – Brazylia 0:2

   ----
   Sissi 3', 63'
- 24 czerwca, Portland     Niemcy – Meksyk 6:0

   Inka Grings 10', 57', 92', Sandra Smisek 46', Ariane Hingst 49', Renate Lingor 89'
   ----
- 27 czerwca, Waszyngton     Brazylia – Niemcy 3:3

   Katia 15', Sissi 20', Maycon 94'
   Birgit Prinz 8', Bettina Wiegmann 46' (karny), Steffi Jones 58'
- 27 czerwca, Boston     Włochy – Meksyk 2:0

   Patrizia Panico 37', Paola Zanni 51'
   ----
| Drużyna  | Punkty | Bramki strzelone | Bramki stracone |
| -------- | ------ | ---------------- | --------------- |
| Brazylia | 7      | 12               | 4               |
| Niemcy   | 5      | 10               | 4               |
| Włochy   | 4      | 3                | 3               |
| Meksyk   | 0      | 1                | 15              |

### Grupa C
- 19 czerwca, San Jose     Japonia – Kanada 1:1

   Nami Otake 64'
   Silvana Burtini 32'
- 20 czerwca, Boston     Norwegia – Rosja 2:1

   Brit Sandaune 28', Marianne Pettersen 68'
   Galina Komarowa 78'
- 23 czerwca, Portland     Rosja – Japonia 5:0

   Łarisa Sawina 29', Olga Letiuszowa 52', 90', Natalja Karasiewa 58', Natalja Barbaszyna 80'
   ----
- 23 czerwca, Waszyngton     Norwegia – Kanada 7:1

   Ann Kristin Aarønes 8', 36', Unni Lehn 49', Hege Riise 54', Linda Medalen 68', Marianne Pettersen 76', Solveig Gulbrandsen 87'
   Charmaine Hooper 31'
- 26 czerwca, Nowy Jork     Kanada – Rosja 1:4

   Charmaine Hooper 76'
   Irina Grigoriewa 54', Jelena Fomina 66', 86', Olga Karasiewa 91'
- 26 czerwca, Chicago     Japonia – Norwegia 0:4

   ----
   Hege Riise 8' (karny), Hiromi Isozaki 26' (samob.), Ann Kristin Aarønes 36', Dagny Mellgren 61'
| Drużyna  | Punkty | Bramki strzelone | Bramki stracone |
| -------- | ------ | ---------------- | --------------- |
| Norwegia | 9      | 13               | 2               |
| Rosja    | 6      | 10               | 3               |
| Kanada   | 1      | 3                | 12              |
| Japonia  | 1      | 1                | 10              |

### Grupa D
- 19 czerwca, San Jose     Chiny – Szwecja 2:1

   Jin Yan 17', Liu Ailing 69'
   Kristin Bengtsson 2'
- 20 czerwca, Boston     Ghana – Australia 1:1

   Nana Gyamfua 76'
   Julie Murray 74'
- 23 czerwca, Portland     Chiny – Ghana 7:0

   Sun Wen 9', 21', 54', Jin Yan 16', Zhang Ouying 82', 91', Zhao Lihong 92'
   ----
- 23 czerwca, Waszyngton     Szwecja – Australia 3:1

   Jane Tornqvist 8', Hanna Ljungberg 21', 69'
   Julie Murray 32'
- 26 czerwca, Nowy Jork     Australia – Chiny 1:3

   Cheryl Salisbury 66'
   Sun Wen 39', 51'
- 26 czerwca, Chicago     Szwecja – Ghana 2:0

   Victoria Svensson 58', 86'
   ----
| Drużyna   | Punkty | Bramki strzelone | Bramki stracone |
| --------- | ------ | ---------------- | --------------- |
| Chiny     | 9      | 12               | 2               |
| Szwecja   | 6      | 6                | 3               |
| Australia | 1      | 3                | 7               |
| Ghana     | 1      | 1                | 10              |

### Ćwierćfinały
- 30 czerwca, San Jose     Chiny – Rosja 2:0

   Pu Wei 37', Jin Yan 56'
   ----
- 30 czerwca, San Jose     Szwecja – Norwegia 1:3

   Malin Moström 91'
   Ann Kristin Aarønes 51', Marianne Pettersen 58', Hege Riise 72' (karny)
- 1 lipca, Waszyngton     Niemcy – USA 2:3

   Brandi Chastain 5' (samob.), Bettina Wiegmann 46'
   Tiffeny Milbrett 16', Brandi Chastain 49', Joy Fawcett 66'
- 1 lipca, Waszyngton     Brazylia – Nigeria 4:3 (dogr.)

   Cidinha 4', 22', Nene 35', Sissi 104
   Prisca Emeafu 63', Nkiru Okosieme 72', Nkechi Egbe 85'

### Półfinały
- 4 lipca, San Francisco     USA – Brazylia 2:0

   Cindy Parlow 5', Michelle Akers 80' (karny)
   ----
- 4 lipca, Boston     Chiny – Norwegia 5:0

   Sun Wen 3', 72' (karny), Liu Ailing 14', 51', Fan Yunjie 65'
   ----

### Mecz o III miejsce
- 10 lipca, Los Angeles     Brazylia – Norwegia 0:0 rzuty karne 5:4

   ----
   ----

### Finał
- 10 lipca, Los Angeles     USA – Chiny 0:0 rzuty karne 5:4

   ----
   ----